# (33544) Jerold
(33544) Jerold (1999 JY8) – planetoida z pasa głównego asteroid okrążająca Słońce w ciągu 4,05 lat w średniej odległości 2,54 j.a. Odkryta 15 maja 1999 roku.